# Lennert Van Eetvelt
Lennert Van Eetvelt   (Tienen, 17 de juliol de 2001) és un ciclista belga, professional des del 2023, quan fitxà pel Lotto Dstny.
S'inicià en el ciclisme als vuit o nou anys. Va començar a destacar en edat júnior, guanyant el 2019 els campionats del Brabant Flamenc de la categoria. El 2020 guanyà el campionat belga sub-23 de contrarellotge. Arran del bon resultat a la Lieja-Bastogne-Lieja sub-23 de 2022, on fou segon, va signar un contracte professional per a les temporades 2023 i 2024 per l'equip Lotto-Soudal. L'abril de 2023 va ser suspès temporalment per una presumpta infracció antidopatge, però posteriorment en fou totalment absolt. Al maig guanyà les primers curses com a professional, la classificació general de l'Alps Isera Tour i a l'agost d'aquell any disputà la seva primera gran volta, la Volta a Espanya. El 2024 aconseguí la primera victòria en una general del World Tour, l'UAE Tour.

## Palmarès
- 2019
  - Campió del Brabant Flamenc en ruta júnior
  - Campió del Brabant Flamenc en contrarellotge júnior
  - 1r a l'Étoile des Ardenes flamenques i vencedor d'una etapa
  - 1r al Gran Premi de Villequier-Aumont
- 2021
  -  Campió de Bèlgica en contrarellotge sub-23
- 2022
  - Vencedor d'una etapa a la Cursa de la Pau - Gran Premi Jeseníky
  - Vencedor d'una etapa al Girobio
- 2023
  - 1r a l'Alps Isera Tour i vencedor de 2 etapes
  - Vencedor d'una etapa al Sibiu Cycling Tour
- 2024
  - 1r al Trofeu Serra de Tramuntana
  - 1r a l'UAE Tour i vencedor d'una etapa
  - 1r al Tour de Guangxi i vencedor d'una etapa

### Resultats a la Volta a Espanya
- 2023. 32è de la classificació general